# Блок-пост 425 км
Блок-пост 425 км — железнодорожный разъезд в Котласском районе Архангельской области.

## География
Находится в юго-восточной части Архангельской области к востоку от автодороги 11К-342 на расстоянии приблизительно 45 км на восток-северо-восток по прямой от станции Котлас-Узловой у железнодорожной линии Котлас-Воркута.

## История
Населенный пункт возник при Печорской железной дороге, построенной в начале 1940-х годов. До 2022 года входил в Черёмушское сельское поселение до его упразднения. Западнее населенного пункта действует остановочный пункт 1129 км.

## Население
Численность населения: 4 человека (русские 75 %) в 2002 году, 1 в 2010.